# ローゼン (アパッチ族)
ローゼン（Lozen、1840年代? - 1887年?）は、アメリカインディアンのチリカウア・アパッチ族チヘンネ部族 (Chihenne band) の女性戦士・祈祷師。

## 略歴
チリカウア・アパッチ族の酋長ヴィクトリオ (Victorio) の妹。ローゼンの名前はヴィクトリオがつけたアパッチ語で「小さい妹」という意味の渾名である。アパッチ族では本名を口にするのはタブーであるため本名は不明である。
アパッチリア（現ニューメキシコ州南西部）のオホ・カリエンテ生まれ。幼い頃は乗馬などのスポーツを習い、少年たちと荒野で遊ぶのが好きだった。同じ頃、彼女は霊的な力を得るために4日間断食と祈りをしたと言われている。
1876年、アメリカはアパッチ族を虐殺した。騎兵隊がリザベーションとして残されていたオホ・カリエンテに侵攻し、アパッチ族を虐殺した。ローゼンは甥（ビクトリオの息子）を殺されずに済んだが、多くの仲間を失った。この後、連邦政府との関係が悪化し、チリカフア・アパッチ族はArizonaへの移住を余儀なくされたため、ビクトリオやローゼンらはオホ・カリエンテに戻り、身を隠してゲリラ戦を始めた。
ビクトリオの作戦の後半、ローゼンはメキシコからチワワ砂漠を越えてメスカレロ・アパッチの居留地まで新生児と母親を護衛するためにバンドを離れた。 トレイルの苦難から離れて。
彼女はライフル、カートリッジベルト、ナイフ、3日分の食料だけを装備し、母子とともにメキシコ軍とアメリカ騎兵隊が占領する領域を通る危険な旅に出た。その途中、銃声が自分たちの存在を裏切ることを恐れた彼女は、ナイフを使ってテキサス・ロングホーン（牛）を殺し、肉のために屠殺した 。
彼女は新しい母親のためにメキシコ騎兵隊の馬を盗み、銃撃戦の中を逃げた。その後、彼女は自分のためにバケロの馬を盗み、彼が追いかける前に姿を消した。彼女はまた、兵士の鞍、ライフル、弾薬、毛布、水筒、そして彼のシャツまでも手に入れた。そして最後に、彼女は保留地まで荷物を届けた。
ローゼンはヴィクトリオ一行の戦士の一人として戦う傍ら、宗教的指導者としても活躍した。彼女は魔術によって敵の動きを知ることができたと言われている。また、騎兵隊から馬を盗むのが得意であった。
1880年、ヴィクトリオの部隊は大敗し、敗走中にメキシコ騎兵隊の追撃によって壊滅され、ヴィクトリオは戦死した。別の女性の出産の儀式のために偶然隊を離れていたローゼンは、わずかな生還者と共にもう一人のアパッチ族指導者であるジェロニモと合流し、戦いを続けた。
1886年、連邦側のアパッチ斥候に説得された彼女は投降し、フロリダの収容所に送られた。その後、彼女はアラバマ州のマウンド・ヴァーノン収容所に送られ、そこで結核で死亡した。
彼女は生涯独身だったが、宗教的な理由ではなかったようだ。

## 関連書籍
- 『キュロテ　世界の偉大な15人の女性たち』訳：関澄かおる、DU BOOKS、2017年10月、ISBN 978-4-86647-018-4。